# Cal Carnisser (Sant Ramon)
Cal Carnisser és una casa del municipi de Sant Ramon a la comarca de la Segarra inclosa en l'Inventari del Patrimoni Arquitectònic de Catalunya.

## Descripció
La casa és al carrer principal del municipi de Sant Ramon, feta amb carreus de pedra local regulars, col·locats horitzontalment, amb una estructura de planta baixa, primera planta i golfes.
A la planta baixa hi ha la porta principal d'accés al centre de la façana, que presenta un arc de mig punt rebaixat superior, envoltada a l'esquerra per una segona porta amb llinda superior i a la dreta una finestra de grans dimensions amb una reixa exterior de ferro forjat.
A la primera planta també hi ha tres obertures col·locades simètricament amb les obertures inferiors. A la part central surt un balcó amb barana exterior de ferro forjat i arc de mig punt rebaixat superior on apareix una inscripció amb el nom del propietari i l'any de construcció: «JOSEPH FOIX ME FEU 1802», i a ambdós costats hi ha dues finestres de grans dimensions. Cal destacar que totes les obertures de l'habitatge són fetes amb carreus de pedra regulars, diferents a la resta de la façana, de grans dimensions.
Finalment, a les golfes a la segona planta, hi ha tres obertures de petites dimensions amb llinda superior i col·locades també simètricament amb la resta d'obertures inferiors.